# Balkanhamster
De balkanhamster (Mesocricetus raddei)  is een zoogdier uit de familie van de Cricetidae. De wetenschappelijke naam van de soort werd voor het eerst geldig gepubliceerd door Nehring in 1894.

## Voorkomen
De soort komt voor in Rusland en Georgië.